# 컴퓨터 매개 현실
컴퓨터 매개 현실(Computer-mediated reality)은 착용 컴퓨터나 스마트폰과 같은 휴대용 장치를 사용하여 현실에 대한 인식에 정보를 더하거나 빼거나 달리 조작하는 능력을 말한다.
매개 현실은 혼합 현실, 증강 현실, 가상 현실의 적절한 상위 집합이며, 예를 들어 축소 현실(diminished reality)도 포함한다.
일반적으로 매개되는 것은 환경에 대한 사용자의 시각적 인식이다. 이는 현실 세계와 사용자가 인식하는 것 사이의 시각적 필터 역할을 할 수 있는 아이탭(EyeTap) 장치나 스마트폰과 같은 일종의 전자 장치를 사용하여 수행된다. 컴퓨터를 매개로 한 현실은 시각 장애가 있는 사람들을 돕기 위해 시각적 인식을 향상시키는 데 사용되었다. 이 예는 일반적으로 사용자의 눈에 도달하는 비디오 입력 스트림 빛을 변경하고 이를 보다 유용한 형태로 필터링하기 위해 계산적으로 변경함으로써 중재된 현실을 달성한다. 또한 대화형 컴퓨터 인터페이스에도 사용되었다.
시각적 데이터를 제거하거나 마스킹하여 인식을 감소시키기 위해 컴퓨터를 매개로 한 현실을 사용하는 것은 건축 응용 분야에 사용되어 왔으며 현재 진행 중인 연구 분야이다.
인지된 현실을 바꾸는 장기적인 효과는 철저히 연구되지 않았으며 장기간 노출로 인해 부정적인 부작용이 발생할 수 있다. 컴퓨터로 인한 눈의 피로로 인해 단기적인 영향이 입증되었다.

## 같이 보기
- 확장 현실
- 모의실험 가설
- 유비쿼터스 컴퓨팅